# Ernodes rizeiensis
Ernodes rizeiensis är en nattsländeart som beskrevs av Füsun Sipahiler 1987. Ernodes rizeiensis ingår i släktet Ernodes och familjen sandrörsnattsländor. Inga underarter finns listade i Catalogue of Life.